# Vivian Frey
Vivian Frey (* 1982 in Berlin) ist ein deutscher Schauspieler und Theaterregisseur.

## Leben
Vivian Frey wuchs in seiner Geburtsstadt Berlin auf. Nach dem Abitur absolvierte er von 2001 bis 2005 in Berlin-Kreuzberg an der Schauspielschule „Reduta“, wo er bei Anika Mauer, Michael Schweighöfer und Axel Werner Unterricht hatte, seine Schauspielausbildung.
Sein erstes Festengagement hatte er ab der Spielzeit 2005/06 bis 2008 am Theater Kiel, wo er unter der Regie von Franziska Steiof, Gertrud Pigor, Norbert Aust und Vivienne Newport arbeitete. Zu Beginn der Spielzeit 2008/09 wechselte er an das Landestheater Coburg. Dort spielte er u. a. Lorenzo in Der Kaufmann von Venedig, den Geschworenen Nr. 2 in Die zwölf Geschworenen, die Titelrolle in Don Karlos, Mortimer in Maria Stuart, Leonce in Leonce und Lena und Action im Musical West Side Story. Am Landestheater Coburg trat er u. a. in Inszenierungen von Malte Kreutzfeldt, Detlef Altenbeck, Jean Renshaw und Susanne Lietzow auf.
Seit 2012 gehört Vivian Frey zum festen Schauspielensemble am Staatstheater Meiningen. Hier spielte er u. a. die Titelrolle in Peter Pan, Faust im Urfaust, Karl Moor in Die Räuber, Ariel in Der Sturm, Hettore Gonzaga in Emilia Galotti und die Titelrolle in Ernst Tollers Drama Hinkemann. 2015 wurde er mit dem Ulrich-Burkhardt-Preis-Förderpreis der Meininger Theaterfreunde e. V. ausgezeichnet. In der Spielzeit 2021/22 war er am Staatstheater Meiningen als Julius Caesar in William Shakespeares/Wolfram Lotz’ Julius Caesar/Die Politiker unter der Regie von Frank Behnke zu sehen. In der europäischen Erstaufführung von Tennessee Williams’ Schauspiel Auf der Flucht übernahm er die Rolle des Olsen. In der Spielzeit 2023 trat er am Staatstheater Meiningen als Malvolio in Was ihr wollt und als Polizeichef Tiger Brown in Die Dreigroschenoper auf. In der Spielzeit 2023/24 spielte er am Staatstheater Meiningen unter der Regie von Andreas Kriegenburg den König Claudius in Hamlet. Im Tschechow-Drama Drei Schwestern verkörperte er die Rolle des Alexander Ignatjewitsch Werschinin.
Vivian Frey ist auch als Theaterregisseur tätig. Sein Regiedebüt hatte er in der Spielzeit 2010/11 am Landestheater Coburg mit dem Stück Amoklauf mein Kinderspiel von Thomas Freyer. Es folgten Inszenierungen in Coburg und Meiningen. 2020 wurde seine Produktion Tour Da Ponte, Dichter und Freigeist beim Internationalen Jüdischen Kammermusik-Festival «Mizmorim» in Basel gezeigt. In der Spielzeit 2023/24 inszenierte Vivian Frey am Staatstheater Meiningen auf der Bühne im „Rautenkranz“, der Spielstätte des Jungen Meininger Theaters, die Kinder- und Jugendtheater-Produktion Das Sams.
Frey leitet auch Schauspielgruppen und realisierte Schauspielprojekte mit sozial benachteiligten Kindern und Jugendlichen. In Meiningen inszenierte er das Stück Jasmin, der aus dem Orient kommt mit geflüchteten Menschen aus Syrien, das an Schulen in Thüringen, Hessen und Bayern gezeigt wurde.
Seit 2021 ist Vivian Frey auch in Film- und Fernsehrollen zu sehen. In der 10. Staffel der Krimiserie Hubert ohne Staller (2022) spielte er den tatverdächtigen Ehemann einer Boutiquen-Besitzerin. In der 5. Staffel der ZDF-Krimiserie Blutige Anfänger (2024) übernahm er eine Episodenhauptrolle als tatverdächtiger Apotheker und Hauptsponsor eines Tennis-Clubs.
In der 23. Staffel der ARD-Telenovela Rote Rosen (2024) spielt Frey seit Ende November 2024 die männliche Hauptrolle des Kochs und Lebemanns Arthur Kaiser.
Frey, der ehrenamtlich Jugendmannschaften im Basketball trainiert, ist mit der Schauspielerin Anja Lenßen, die ebenfalls am Staatstheater Meiningen engagiert ist, verheiratet. Das Paar lebt in Meiningen.

## Filmografie (Auswahl)
- 2022: Hubert ohne Staller: Mord aus zweiter Hand (Fernsehserie, eine Folge)
- 2024: Blutige Anfänger: Spiel, Satz und Mord (Fernsehserie, eine Folge)
- seit 2024: Rote Rosen (Fernsehserie, Hauptrolle)